# Taylor Atelian
Taylor Marie Atelian (Santa Barbara (Californië), 27 maart 1995) is een Amerikaans jeugdactrice.
Atelian speelde als Ruby, de oudste dochter van Jim en Cheryl in de serie According to Jim. Ze was genomineerd in 2002, 2003, 2004, 2005 en 2006 voor de "Young Artist Award" voor de beste prestaties in een televisieserie. Ze was ook te zien in een commerciële promotie van de "V-Chip", samen met haar According to Jim collega's Jim Belushi, Larry Joe Campbell en Billi Bruno, de promotie kreeg als naam "A Better Community".